# Серков, Филипп Михайлович
Фили́пп Миха́йлович Серко́в (7 [20] января 1905 — 1 марта 1988) председатель колхоза имени Фрунзе Шкловского района Могилёвской области, Герой Социалистического Труда (1966).
Родился в д. Староселье Шкловского района.
В 1926—1930 служил в РККА.
С 1930 г. в колхозе «Червоный ударник» Шкловского района: рядовой колхозник (1930—1936), бригадир (1936—1939).
1939—1941 секретарь Городецкого сельсовета.
1944—1945 председатель Шкловского горсовета. 
В годы Великой Отечественной войны принимал участие в партизанском движении. Серков создал подпольную группу и руководил ей. Подпольщики вели пропагандистско-разъяснительную работу среди мирного населения, поддерживали тесную связь с партизанами. С июня 1942 года был связным-разведчиком партизанских соединений.
В условиях ужесточения оккупационного режима вместе с товарищами пришел в августе 1943 года в 35-й партизанский отряд (действовал на территории Шкловского и Белыничского районов Могилевской области; входил в Белыничскую военно-оперативную группу). Принимал активное участие в боевых действиях.
Награжден медалью «Партизану Отечественной войны» II-й степени.
1945—1949 бригадир колхоза «Червоный ударник».
В 1949—1969 председатель колхоза имени Фрунзе.
Довёл производство молока в расчёте на 100 га сельхозугодий до 572 ц. (1968).
В начале 1969 г. попал в аварию и в марте того же года по состоянию здоровья вышел на пенсию. Жил в Минске.
Герой Социалистического Труда (1966). Награждён орденами Ленина, Трудового Красного Знамени, медалями СССР и ВСХВ/ВДНХ (в том числе Золотой и Малой золотой, Серебряной и Малой серебряной).